# سارون دومينيك
سارون دومينيك (بالفرنسية: Dominique Sarron)‏ هو متسابق دراجات نارية فرنسي. نافس في سباقات بطولة العالم لفئة 500 سي سي ولفئة 250 سي سي ولفئة 50 سي سي. كما شارك في بطولة العالم للسوبربايك.

## روابط خارجية
- سارون دومينيك على موقع MotoGP.com (الإنجليزية)
- سارون دومينيك على موقع WorldSBK.com (الإنجليزية)